# Quốc kỳ Panamá
Quốc kỳ Panamá (tiếng Tây Ban Nha: Bandera de Panamá) là một lá cờ được chia làm bốn ô bằng nhau. Ô trên bên trái và ô dưới bên phải có màu trắng, ngôi sao màu xanh lam và đỏ. Hai ô còn lại, ô dưới bên trái màu xanh lam, ô trên bên phải màu đỏ và không có ngôi sao.